# Иё-Мацуяма (княжество)
Княжество Иё-Мацуяма (яп. 伊予松山藩 Иё-Мацуяма-хан) — феодальное княжество (хан) в Японии периода Эдо (1600—1871), в провинции Иё региона Нанкайдо на острове Сикоку (современная префектура Эхимэ).

## Краткая история
Административный центр княжества: замок Мацуяма (современный город Мацуяма, префектура Эхимэ).
Доход хана:
- 1600—1627 годы — 200 000 коку риса
- 1627—1634 годы — 240 000 коку
- 1635—1871 годы — 150 000 коку риса

Княжество было создано в 1600 году. Первым правителем княжества стал Като Ёсиаки (1563—1631), который в 1627 году был переведён в Айдзу-хан (провинция Муцу).
В 1627—1634 годах Иё-Мацуяма-ханом владел Гамо Тадатомо (1604—1634), переведённый туда из Каминояма-хана (провинция Муцу).
С 1635 по 1871 год княжеством управлял род Мацудайра (ветвь Хисамацу), боковая линия династии Токугава. В 1635 году из Кувана-хана туда был переведён Мацудайра Садаюки (1587—1668), второй сын Мацудайры Садакацу, сводного брата сёгуна Токугава Иэясу. Его потомки правили в княжестве вплоть до его ликвидации в 1871 году.
В период Бакумацу (1853—1867) Иё-Мацуяма-хан участвовал в военной кампании сёгуната против мятежного княжества Тёсю. Во время Войны Босин (1868—1869) княжество находилось на стороне императорского правительства Мэйдзи.

## Правители княжества
- Род Като, 1600—1627 (тодзама-даймё)

| № | Имя         | Имя       | Годы правления | Годы жизни  | Примечания            |
| - | ----------- | --------- | -------------- | ----------- | --------------------- |
| 1 | Като Ёсиаки | 加藤 嘉明 | 1600 — 1627    | 1563 — 1631 | Вассал Токугава Иэясу |

- Род Гамо, 1627—1634 (тодзама-даймё)

| № | Имя           | Имя      | Годы правления | Годы жизни  | Примечания              |
| - | ------------- | -------- | -------------- | ----------- | ----------------------- |
| 1 | Гамо Тадатомо | 蒲生忠知 | 1627 — 1634    | 1604 — 1634 | Второй сын Гамо Хидэюки |

- Род Мацудайра (ветвь Хисамацу), 1635—1871 (симпан-даймё)

| №  | Имя                | Имя      | Годы правления | Годы жизни  | Примечания                                                     |
| -- | ------------------ | -------- | -------------- | ----------- | -------------------------------------------------------------- |
| 1  | Мацудайра Садаюки  | 松平定行 | 1635 — 1658    | 1587 — 1668 | Второй сын Мацудайры Садакацу                                  |
| 2  | Мацудайра Садаёри  | 松平定頼 | 1658 — 1662    | 1607 — 1662 | Сын и преемник Мацудайры Садаюки                               |
| 3  | Мацудайра Саданага | 松平定長 | 1662 — 1674    | 1640 — 1674 | Второй сын Мацудайры Садаёри                                   |
| 4  | Мацудайра Саданао  | 松平定直 | 1674 — 1720    | 1660 — 1720 | Старший сын Мацудайры Садатоки, усыновлён Мацудайрой Саданагой |
| 5  | Мацудайра Садахидэ | 松平定英 | 1720 — 1733    | 1696 — 1733 | Третий сын Мацудайры Саданао                                   |
| 6  | Мацудайра Садатака | 松平定喬 | 1733 — 1763    | 1717 — 1763 | Старший сын и преемник Мацудайры Садахидэ                      |
| 7  | Мацудайра Садакацу | 松平定功 | 1763 — 1765    | 1733 — 1765 | Второй сын Мацудайры Садахидэ                                  |
| 8  | Мацудайра Садакиё  | 松平定静 | 1765 — 1779    | 1725 — 1779 | Старший сын Мацудайры Садаакиры                                |
| 9  | Мацудайра Садакуни | 松平定国 | 1779 — 1804    | 1757 — 1804 | Шестой сын Токугавы Мунэтакэ, усыновлён Мацудайрой Садакиё     |
| 10 | Мацудайра Саданори | 松平定則 | 1804 — 1809    | 1793 — 1809 | Второй сын и преемник Мацудайры Садакуни                       |
| 11 | Мацудайра Садамити | 松平定通 | 1809 — 1835    | 1805 — 1835 | Сын Мацудайры Садакуни                                         |
| 12 | Мацудайра Кацуёси  | 松平勝善 | 1835 — 1856    | 1817 — 1856 | Сын Симадзу Наринобу, усыновлён Мацудайрой Садамити            |
| 13 | Мацудайра Кацусигэ | 松平勝成 | 1856 — 1867    | 1832 — 1912 | Третий сын Мацудайры Ёрихиро, усыновлён Мацудайрой Кацуёси     |
| 14 | Мацудайра Садааки  | 松平定昭 | 1867 — 1868    | 1845 — 1872 | Сын Тодо Тадаюки, усыновлён Мацудайрой Кацусигэ                |
| 15 | Мацудайра Кацусигэ | 松平勝成 | 1868 — 1871    | 1832 — 1912 | Третий сын Мацудайры Ёрихиро, усыновлён Мацудайрой Кацуёси     |